# Les Mains vides
Pour plus de détails, voir Fiche technique et Distribution.
Les Mains vides est un film français réalisé par Marc Recha et sorti en 2003.

## Synopsis
L'histoire de Catherine qui disparaît, de la contrôleuse de trains, du séduisant Gérard et de Yann le cafetier, se croisent, personnages « burlesques ou désepérés ».

## Fiche technique
- Titre original : Les mans buides
- Titre espagnol : Las manos vacías
- Réalisation : Marc Recha
- Scénario : Nadine Lamari, Marc Recha, Mireia Vidal
- Producteur : Luis Miñarro
- Photographie : Hélène Louvart
- Musique : Dominique A
- Lieu de tournage : Port-Vendres, Pyrénées-Orientales
- Montage : Ernest Blasi
- Durée : 130 minutes
- Costumes : Monic Parelle
- Dates de sortie :
  - France : 16 mai 2003 (Festival de Cannes)
  - Espagne : 5 septembre 2003
  - France : 11 février 2004

## Distribution
- Dominique Marcas : Madame Catherine
- Jérémie Lippmann : Axel
- Olivier Gourmet : Eric
- Eduardo Noriega : Gérard
- Jeanne Favre : Lola
- Sébastien Viala : Philippe
- Rajko Nikolic : Monsieur Georges
- Eulàlia Ramon : Maria
- Mireille Perrier : Sophie
- Mireia Ros : Anna

## Distinctions
- Prix arlequin du meilleur scénario en 2003
- Nommé pour le Prix Un Certain Regard au Festival de Cannes